# Alpi Centro-orientali
Le Alpi Centro-orientali sono una sezione delle Alpi, in particolare delle Alpi orientali. Si collocano a nord dell'Italia e ad est della Svizzera e attraversano l'Austria in tutta la sua lunghezza. Il territorio interessato è soprattutto in Austria, ma anche in Liechtenstein, in Svizzera e, marginalmente, in Italia, Slovenia ed Ungheria.
Si distinguono dalle Alpi Nord-orientali e dalle Alpi Sud-orientali per la loro natura geologica in quanto sono composte da rocce cristalline e non da rocce sedimentarie come le Nord-orientali e le Sud-orientali. Storicamente le suddivisioni delle Alpi non dividevano le Alpi orientali da nord a sud in considerazione della loro diversa natura geologica. Ad esempio la Partizione delle Alpi parla semplicemente di Alpi occidentali, Alpi centrali ed Alpi orientali. Ancor oggi non vi è un accordo totale sulla delimitazione geografica delle Alpi Centro-orientali e sulla loro suddivisione.

## Classificazione della SOIUSA
La Suddivisione Orografica Internazionale Unificata del Sistema Alpino (SOIUSA) introdotta nel 2005 le divide in 6 sezioni (SZ), 25 sottosezioni (STS) e 64 supergruppi (SPG):
- (15) [3] Alpi Retiche occidentali (Pizzo Bernina, 4.049 m)
  - Alpi del Platta (Catena Suretta-Stella-Duan; Platta-Forbesch-Curver)
  - Alpi dell'Albula (Catena Güglia-Err-Bravuogn; Catena Kesch-Chüealphorn-Grialetsch)
  - Alpi del Bernina (Catena Bernina-Scalino; Monti della Val Bregaglia)
  - Alpi di Livigno (Catena Languard-Quattervals; Catena Piazzi-Paradisino)
  - Alpi della Val Müstair (Catena Casina-Umbrail-Pizzo della Forcola; Catena Sesvenna-Tavrü)
  - Alpi del Silvretta, del Samnaun e del Verwall (Silvretta; Samnaun; Verwall)
  - Alpi del Plessur (Hockwang-Weißfluth; Strela-Lenzerhorn-Weißhorn; Stätzerhorn)
  - Catena del Rätikon (Rätikon)
- (16) Alpi Retiche orientali (Wildspitze, 3.772 m)
  - Alpi Venoste (Venoste Orientali; Alpi Passirie (in senso ampio); Alpi Venoste del Nord)
  - Alpi dello Stubai (Alpi Breonie Occidentali; Alpi dello Stubai del Nord)
  - Alpi Sarentine (Punta Cervina-Cima San Giacomo; Cima di San Giacomo)
- (17) Alpi dei Tauri occidentali (Großglockner, 3.798 m)
  - Alpi della Zillertal (Croda Alta-Olperer; Gran Pilastro; Fundres; Reichenspitze)
  - Alti Tauri (Venediger; Granatspitze; Glockner; Schober; Goldberg; Ankogel)
  - Alpi Pusteresi (Vedrette di Ries; Villgraten)
  - Gruppo del Kreuzeck (Kreuzeck)
- (18) Alpi dei Tauri orientali (Hochgolling, 2.863 m)
  - Tauri di Radstadt (Weißeck-Mosermandl-Hochfeind)
  - Tauri di Schladming e di Murau (Tauri di Schladming in senso stretto; Alpi di Murau)
  - Tauri di Wölz e di Rottenmann (Wölz; Rottenmann)
  - Tauri di Seckau (Gamskögel-Geierhaupt; Seckau)
- (19) Alpi di Stiria e Carinzia (Eisenhut, 2.441 m)
  - Alpi della Gurktal (Kilnprein-Rosennock-Eisenhut; Prankerhöhe-Grebenzen; Wöllaner Nock-Mirnock; Kruckenspitze-Hockeck; Klagenfurt)
  - Alpi della Lavanttal (Kreiskogel-Zirbitzkogel; Waldkogel-Grafenkogel; Ladingerspitze; Griffn)
- (20) Prealpi di Stiria (Ameringkogel, 2.184 m)
  - Prealpi nord-occidentali di Stiria (Stubalpe; Gleinalpe; Westgraz)
  - Prealpi sud-occidentali di Stiria (Koralpe; Reinischkögel; Kobansko)
  - Prealpi centrali di Stiria (Fischbach; Ostgraz)
  - Prealpi orientali di Stiria (Wechsel-Joglland; Bucklige; Bernstein-Güns; Rosalien-Ödenburg)

## Classificazione del Club Alpino tedesco-austriaco
Secondo il Club alpino tedesco-austriaco le Alpi Centro-orientali sono suddivise in 22 massicci così individuati da est verso ovest:
- Prealpi ad est della Mura (comprendenti Hochwechsel, Alpi di Fischbach, Grazer Bergland) (1)
- Alpi di Lavanttal (2)
- Bassi Tauri (3)
- Alpi di Gurktal (4)
- Alti Tauri (5)
- Alpi di Kitzbühel (6)
- Alpi della Zillertal (7)
- Prealpi del Tux (8)
- Alpi dello Stubai (9)
- Alpi Sarentine (10)
- Alpi dell'Ötztal (11)
- Massiccio di Samnaun (12)
- Massiccio di Verwall (13)
- Rätikon (14)
- Silvretta (15)
- Catena di Sesvenna (16)
- Catena dell'Albula (17)
- Catena di Plessur (18)
- Catena dell'Oberhalbstein (19)
- Catena di Livigno (20)
- Massiccio del Bernina (21)
- Prealpi Orobiche (22).

Rispetto alla classificazione della SOIUSA si può dire che:
- le Prealpi Orobiche (22) sono trattate nelle Alpi Sud-orientali;
- il Massiccio del Bernina (21), la Catena di Livigno (20), la Catena dell'Oberhalbstein (19), la Catena di Plessur (18), la Catena dell'Albula (17), la Catena di Sesvenna (16), il Gruppo del Silvretta (15), Rätikon (14), il Massiccio di Verwall (13), il Massiccio di Samnaun (12) sono inglobate nelle Alpi Retiche occidentali
- le Alpi dell'Ötztal (11), le Alpi Sarentine (10) e le Alpi dello Stubai (9) sono inglobate nelle Alpi Retiche orientali
- le Prealpi del Tux (8) sono trattate nelle Alpi scistose tirolesi, appartenenti alle Alpi Nord-orientali
- le Alpi della Zillertal (7) sono inglobate nelle Alpi dei Tauri occidentali
- le Alpi di Kitzbühel (6) sono trattate nelle Alpi scistose tirolesi, appartenenti alle Alpi Nord-orientali
- gli Alti Tauri (5) sono inglobate nelle Alpi dei Tauri occidentali
- le Alpi di Gurktal (4) sono inglobate nelle Alpi di Stiria e Carinzia
- i Bassi Tauri (3) sono inglobati nelle Alpi dei Tauri orientali
- le Alpi di Lavanttal (2) hanno una dimensione maggiore e sono inglobate, in parte, nelle Alpi di Stiria e Carinzia e per la restante parte nelle Prealpi di Stiria
- le Montagne ad est della Mura (1) corrispondono alla restante parte delle Prealpi di Stiria